# Abomination (lik)
Abomination je izmišljen lik, stripovski superzlobnež, ki se pojavlja v stripih ameriške založbe Marvel Comics. Ustvarila sta ga pisatelj Stan Lee in umetnik Gil Kane, prvič pa se je pojavil v stripu Tales to Astonish (April 1967). Abomination je pravzaprav vojak Emil Blonsky, kateri je eden glavnih sovražnikov superjunaka Hulka in ima podobne moči kot on, potem ko je bil prav tako izpostavljen gama sevanju in se je zaradi tega spremenil v Abomination.
Abomination se je pojavil v filmih Neverjetni Hulk, Shang-Chi in legenda o desetih prstanih ter v seriji She-Hulk, kjer ga je upodobil igralec Tim Roth.